# Émile Mazuc
Marie Joseph Émile Gaston Mazuc, dit Émile Mazuc (né à Pézenas le 24 juillet 1832 et est décédé dans cette même ville le 27 mars 1905) est l'auteur d'une Grammaire languedocienne publiée en 1899.

## Biographie

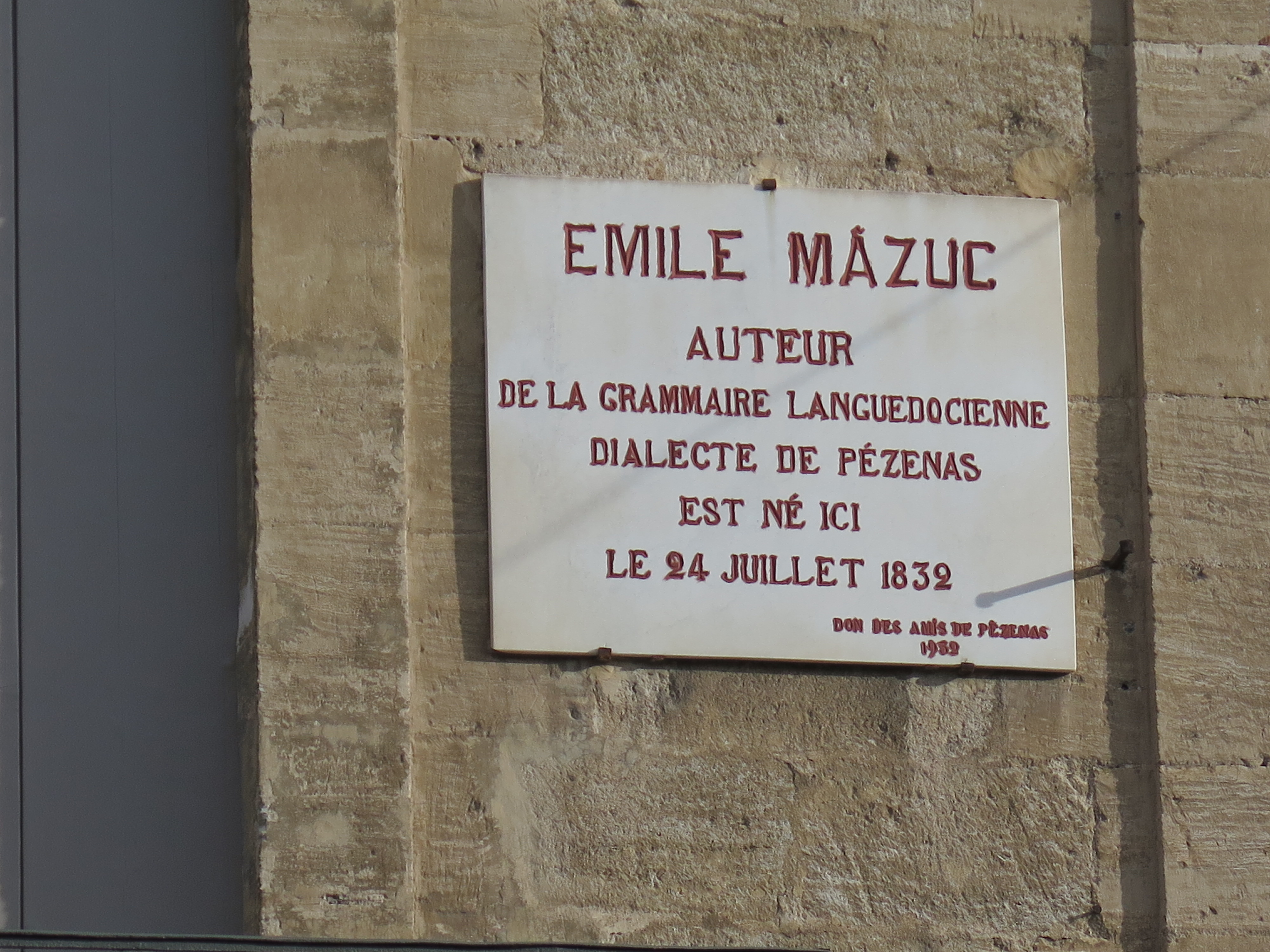
Plaque en mémoire d'Émile Mazuc apposée sur sa maison natale

Issu d'une famille de Pézenas, installée en 1742, Émile Mazuc compte parmi ses parents un greffier-garde des archives de la ville devenu secrétaire en chef de la municipalité.
Il est instruit au collège de Pézenas puis à l'abbaye de Sorèze dans le Tarn. Au terme de ses études de droit à Toulouse, il devient avocat mais ne plaidera jamais.
Il gère d'abord le patrimoine de sa famille et commence à écrire des poèmes. Il hérite, en 1860, du château de Roquelune, proche de Pézenas. Il s'agit en fait d'une maison des champs comme il en existe une dizaine autour de la ville. Spacieuses et élégantes, elles allient le confort d'une demeure d'agrément tout en conservant leur vocation agricole et d'abord viticole. Il agrandit le domaine qui comptera plus de 40 hectares de vignes.
Passionné par les lettres, écrivain en langue d'oc, il publie en 1899 chez l'éditeur toulousain Pierre-Paul Privat la Grammaire languedocienne dite aussi « dialecte de Pézenas ».
Son ouvrage s'articule autour des 3 grands chapitres : la prononciation du languedocien dans la région de Pézenas, les parties de discours en détaillant articles, noms substantifs, noms adjectifs, pronoms, pronoms, verbes, adjectifs... ; enfin il décrit un glossaire des noms communs les plus usuels, notamment ceux dont le sens diffère entre le français et l'occitan.
La grammaire languedocienne sera rééditée en 1970 par l'éditeur genevois Slatkine, puis en 1994 par un éditeur nantais.
Émile Mazuc a aussi écrit de nombreux poèmes en langue d’oc, publiés sous le pseudonyme de l’Armito de l’Aouribelo (l’ermite de l’Auribelle).
En 1932, pour son centenaire, son nom est donné à une rue de la ville et une plaque est apposée sur la façade de l'immeuble où il est né.